# So High (Senhit)
So High è il terzo album della cantante italiana Senhit, pubblicato nel 2009 dalla Panini Interactive.

## Tracce
1. Work Hard
2. When I Feel You
3. Misunderstanding
4. No More
5. Party on the Dance Floor
6. Every Little Girl's Dream
7. Love Is Salvation